# Cochin, Saskatchewan
Cochin är en ort i Kanada.   Den ligger i provinsen Saskatchewan, i den centrala delen av landet, 2 500 km väster om huvudstaden Ottawa. Cochin ligger 527 meter över havet och antalet invånare är 208. Den ligger vid sjöarna  Jackfish Lake och Murray Lake.
Terrängen runt Cochin är platt. Trakten runt Cochin är nära nog obefolkad, med mindre än två invånare per kvadratkilometer.. Det finns inga andra samhällen i närheten.
Omgivningarna runt Cochin är en mosaik av jordbruksmark och naturlig växtlighet.